# 'Til There Was You
'Til There Was You (Brasil: Encontro com o Destino ) é um filme estadunidense de comédia romântica de 1997 dirigido por Scott Winant e estrelado por Jeanne Tripplehorn, Dylan McDermott e Sarah Jessica Parker. O roteiro, escrito por Winnie Holzman, traça trinta e tantos anos na vida paralela de duas pessoas cujos caminhos entrelaçados finalmente convergem quando seu interesse mútuo em um projeto comunitário os aproxima.

## Sinopse
Gwen Moss (Jeanne Tripplehorn) passou a maior parte de sua vida esperando pelo homem dos seus sonhos, sem saber que ela o encontrou brevemente na escola quando era criança e teve vários encontros próximos desde então. Ela aspira ter uma vida como sua amiga de longa data Debbie (Jennifer Aniston), uma médica de sucesso com uma bela casa, mas um casamento que pode não ser tão perfeito quanto parece na superfície.
Gwen é contratada para escrever a autobiografia da ex-estrela infantil Francesca Lanfield (Sarah Jessica Parker), cuja carreira acabou virtualmente após sua passagem por The Partridge Family - o sitcom híbrido de The Brady Bunch. Francesca é proprietária de La Fortuna, um pitoresco complexo de apartamentos vintage (filmado no histórico El Cabrillo). O chefe do arquiteto Nick Dawkan (Dylan McDermott), Timo, quer comprar e demolir o complexo para que sua empresa possa construir um condomínio moderno desenvolvimento em seu lugar. Francesca concorda com a venda, desde que Nick seja colocado no comando do projeto, e os dois embarcam em um relacionamento um tanto tempestuoso. Ambos são afetados emocionalmente; Francesca superou o vício em drogas, mas ainda anseia pelos holofotes, enquanto Nick lida com a memória de um pai que falhou como compositor e se tornou um alcoólatra desesperado. Enquanto isso, Gwen fica chocada ao descobrir que seu pai Saul nunca amou sua mãe Beebee e fica arrasada quando os dois decidem se divorciar. A história de seus pais sobre como eles se conheceram desde a infância acaba sendo falsa: Saul levou uma bronca por seu par naquela noite e Beebee pensou que ele estava interessado nela. Eles só se casaram para "evitar uma discussão", como diz Saul.
Gwen se muda para La Fortuna e se vê cercada por uma variedade de vizinhos estranhos, mas adoráveis, que criaram sua própria família. Quando os inquilinos são apresentados com avisos de despejo, eles decidem contra-atacar. Tendo descoberto que a propriedade foi projetada por Sophia Monroe, uma das primeiras arquitetas notáveis (e coincidentemente a mentora de Nick durante os primeiros estágios de sua carreira), e serviu como lar para a estrela do cinema de cinema mudo Louise Brooks, Gwen espera poder declarar um marco histórico com a ajuda de Jon Haas, o membro do conselho da cidade que ela namora. Nick está preparado para lutar por sua empresa até ver La Fortuna, aprender sua história e decidir que talvez valha a pena preservá-la. Embora não tenham tido sucesso em preservar La Fortuna, eles finalmente se conheceram na reunião de Nicotina Anônima, têm um casamento feliz e uma filha.

## Elenco
- Jeanne Tripplehorn como Gwen Moss
  - Yvonne Zima como Gwen (7 anos)
  - Madeline Zima como Gwen (12 anos)
- Dylan McDermott como Nick Dawkan
  - Kellen Fink como Nick (7 anos)
  - Joshua Rubin como Nick (12 anos)
- Sarah Jessica Parker como Francesca Lanfield
- Jennifer Aniston como Debbie
  - Amanda Fuller como Debbie (13 anos)
- Craig Bierko como Jon Haas
- Christine Ebersole como Beebee Moss 
  - Janel Moloney como Beebee (25 anos)
- Michael Tucker como Saul Moss
  - John Plumpis como Saul Moss (25 anos)
- Michael Moertl como Dean
- Karen Allen como Betty Dawkan
- Kale Browne como Vince Dawkan
- Alice Drummond como Harriet
- Ken Olin como Gregory
- Patrick Malahide como Timo
- Nina Foch como Sophia Monroe
- Reg Rogers como Bob
- Susan Walters como Robin
- Kasi Lemmons como Angenelle
- Steve Antin como Kevin
- Richard Fancy como Murdstone
- Earl Carroll como Heep
- Ian Gomez como Scott
- Matt Roth como Todd
- Karen Mayo-Chandler como mulher horrível da verdade
- Anthony Guidera como Maitre D'
- John Hawkes como Gawayne
- Alexa Jago como Suzanne
- Jack Kruschen como Sr. Katz
- Danielle Keaton como Chelsea
- Julio Oscar Mechoso como motorista
- Tiffany Paulsen como Tiffany
- William Utay como Paul Pullman
- Annabelle Gurwitch como mulher no banheiro
- Dave Mallow como voz do jornalista (sem créditos)

## Produção
Em janeiro de 1996, Terence Blanchard e Miles Goodman foram contratados para compor a música do filme. O diretor Scott Winant aprovou a dupla, pensando que o domínio cômico de Goodman e o romance jazzístico de Blanchard fariam a combinação perfeita. Blanchard estava até animado com a colaboração de Goodman, que reorganizou sua turnê de verão do The Heart Speaks em torno da agenda de trilha sonora sempre ocupada de Goodman. 'Til There Was You seria o filme final com trilha sonora de Goodman; ele morreu um ano antes do lançamento do filme, aos 47 anos. O filme é dedicado à sua memória.

## Recepção
O filme recebeu principalmente críticas negativas da crítica de cinema durante seu lançamento. Atualmente, ele detém uma taxa de aprovação de 5% no Rotten Tomatoes com base em 39 avaliações.

## Mídia doméstica
A Paramount Home Video lançou 'Til There Was You em videoteipe e no DVD Região 1 em 11 de dezembro de 2001. O filme está no formato widescreen anamórfico com uma trilha de áudio e legendas em inglês. Não há recursos de bônus. O filme nunca foi lançado em alta definição.